# Николаевская губерния
Николаевская губерния — губерния Российской империи, существовавшая в 1802—1803 годах на территории современной Украины.
16 апреля 1920 года Правительством Украинской ССР была образована новая Николаевская губерния (из части Херсонской губернии), которая просуществовала до 21 октября 1922 года.

## Николаевская губерния 1802—1803
Николаевская губерния была образована указом Александра I 8 октября 1802 из части Новороссийской. Делилась на 4 уезда:
- Елисаветградский,
- Ольвиопольский,
- Херсонский
- Тираспольский уезд.

15 мая 1803 года по новому указу Александра I центр губернии был перемещён в Херсон и переименован в Херсонскую губернию.

## Николаевская губерния 1920—1922
В мае 1919 года Херсонская губерния была разделена на Одесскую и Херсонскую. Это деление было подтверждено специальным постановлением Всеукрревкома от 28 января 1920 года
13 марта (по другим данным 16 апреля) 1920 года Херсонская губерния была переименована в Николаевскую с переводом административного центра в Николаев. Губерния делилась на 4 уезда: Днепровский уезд, Елисаветградский уезд, Николаевский уезд, Херсонский уезд.
21 октября 1922 Николаевская губерния вошла в состав Одесской губернии.

## Топографические карты

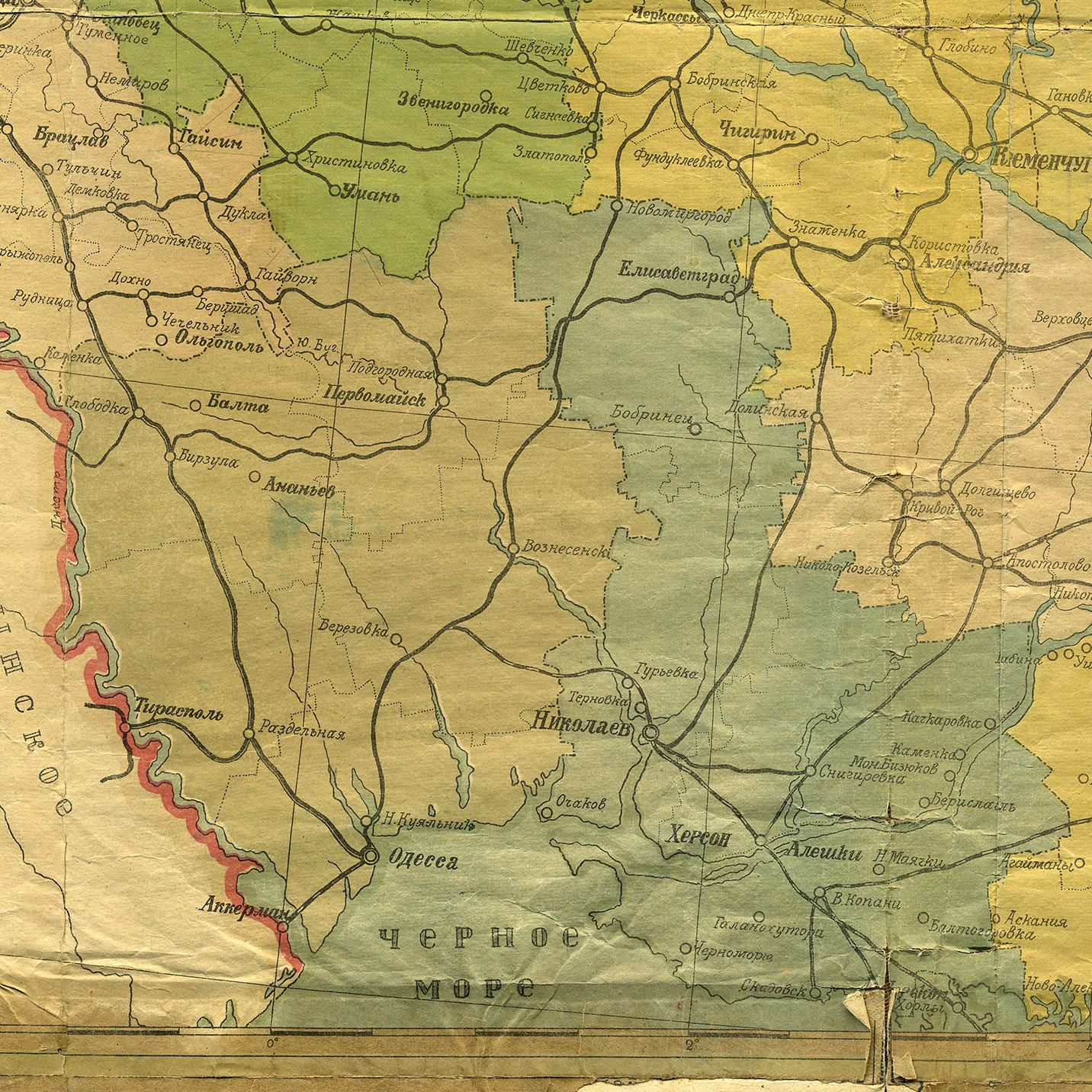
Карта Одесской и Николаевской губерний, 1921 год
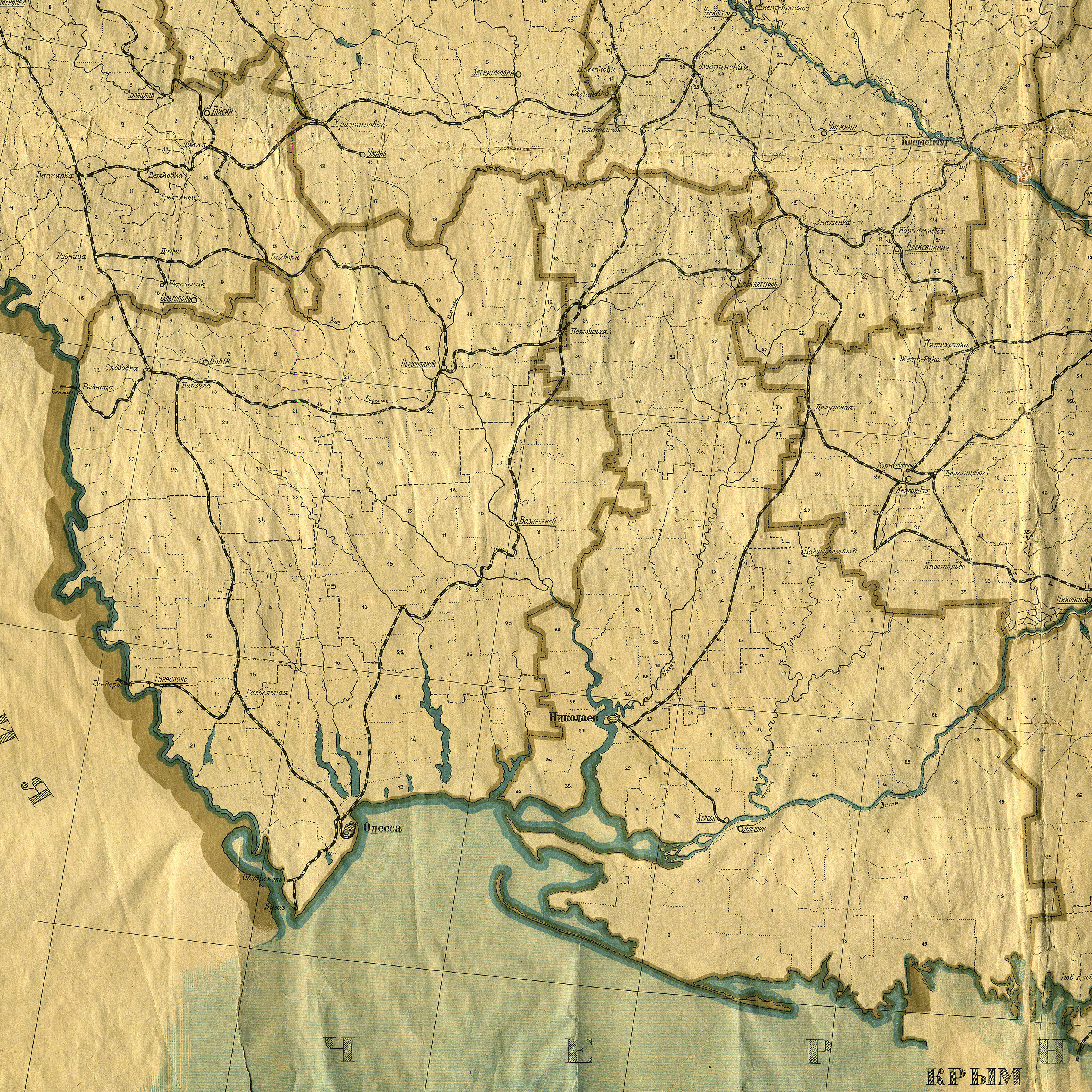
Карта Одесской и Николаевской губерний, 1921 год
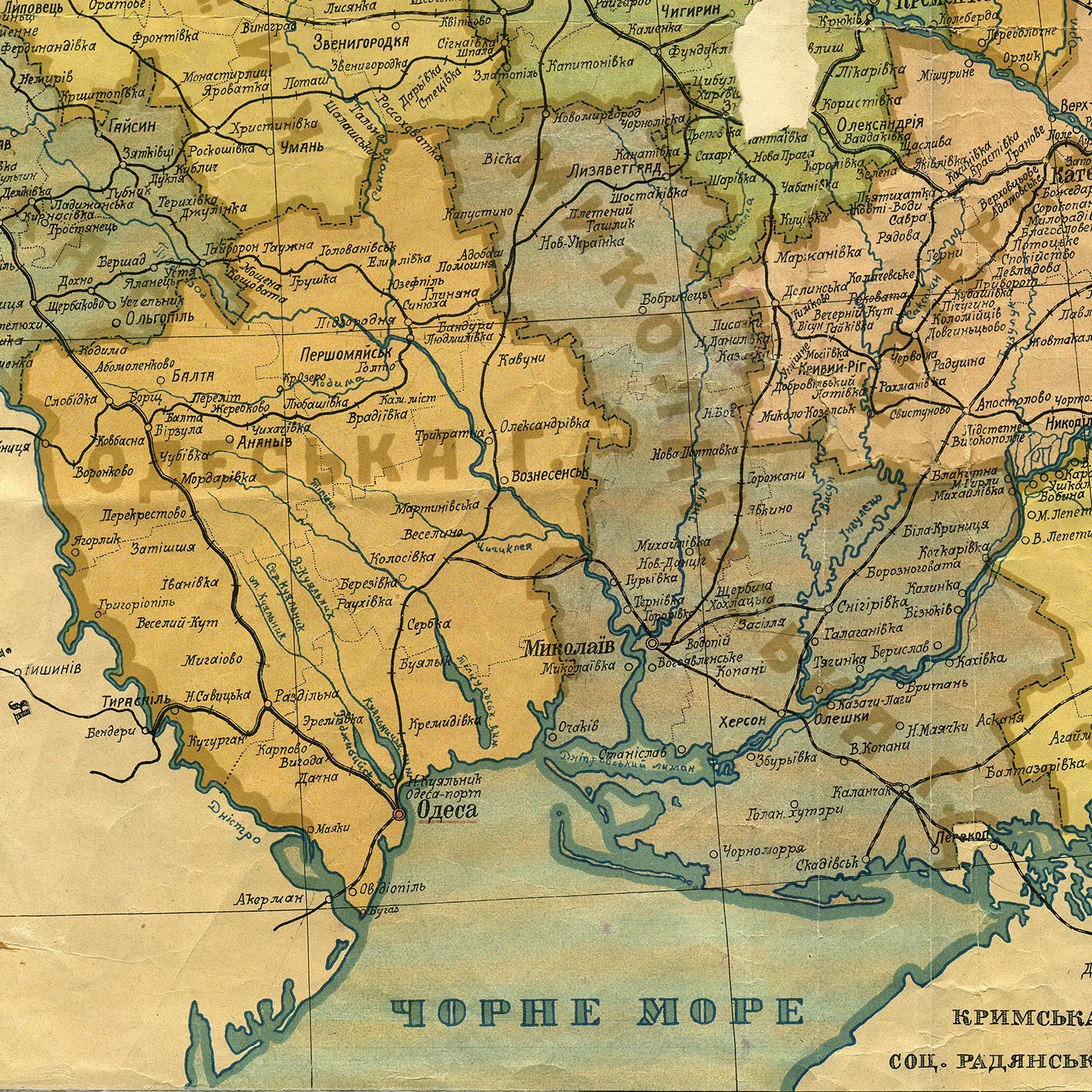
Карта Одесской и Николаевской губерний, 1922 год
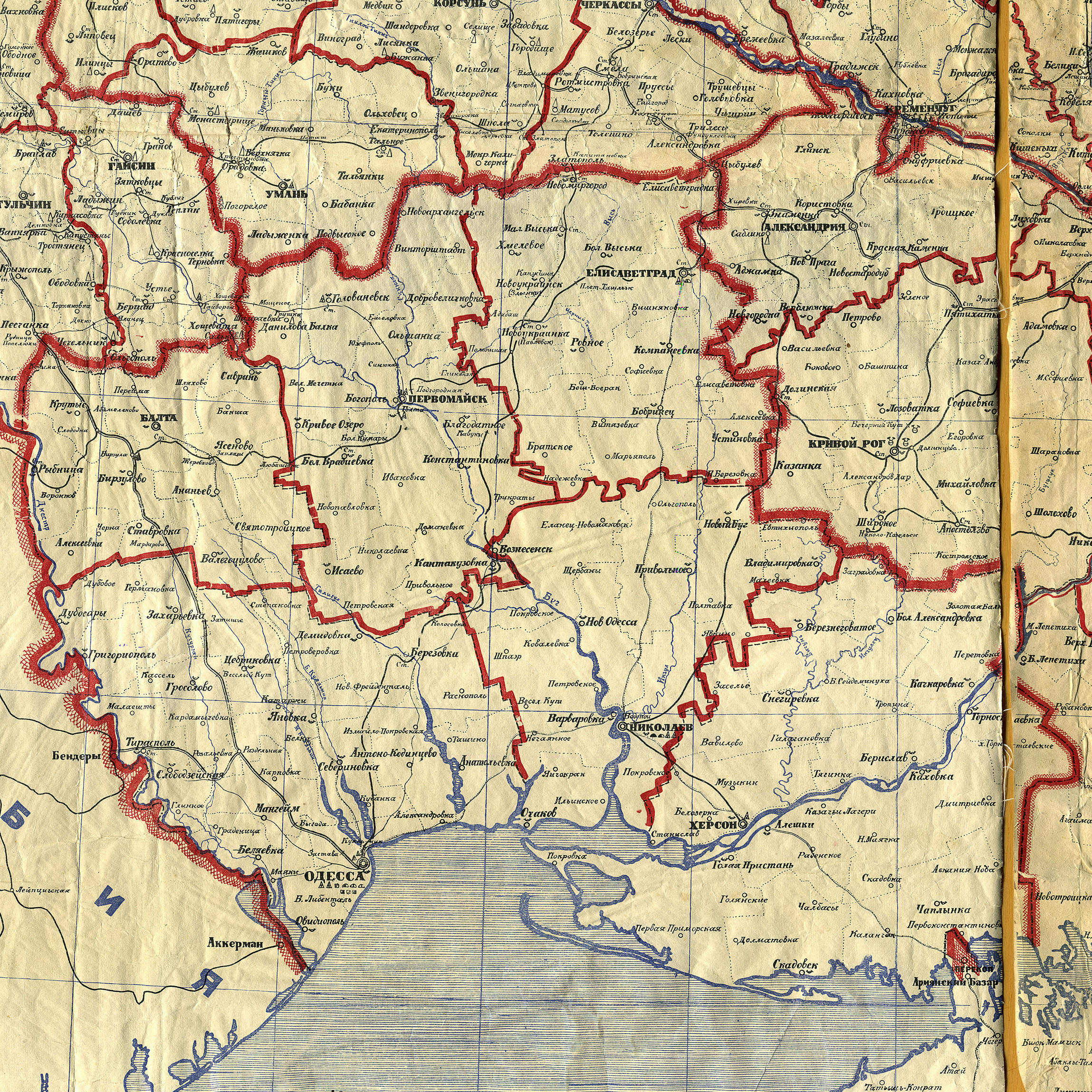
Карта Одесской губернии, 1923 год
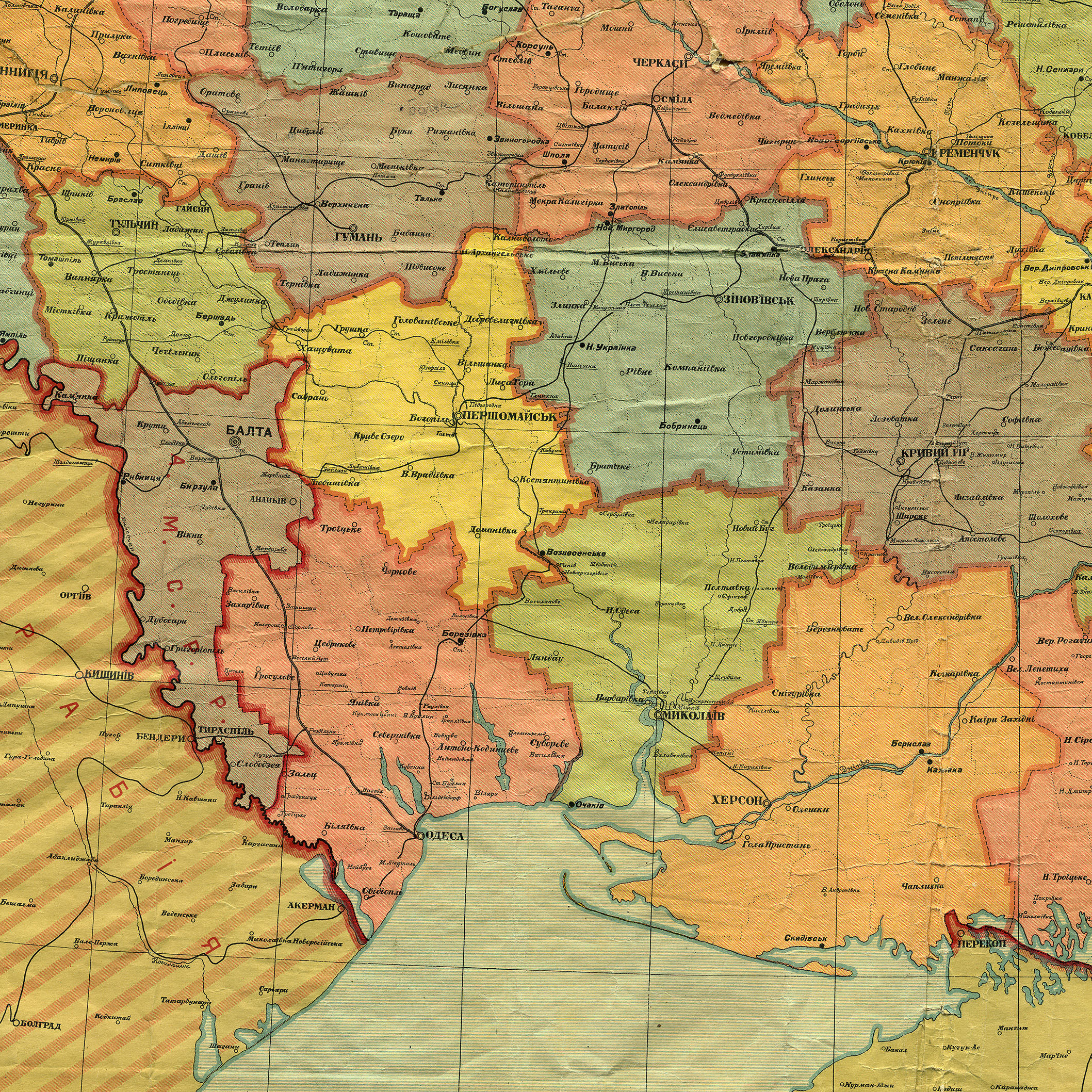
Территория бывшей Одесской губернии на карте Украинской ССР, административное деление от 12 апреля 1925 года
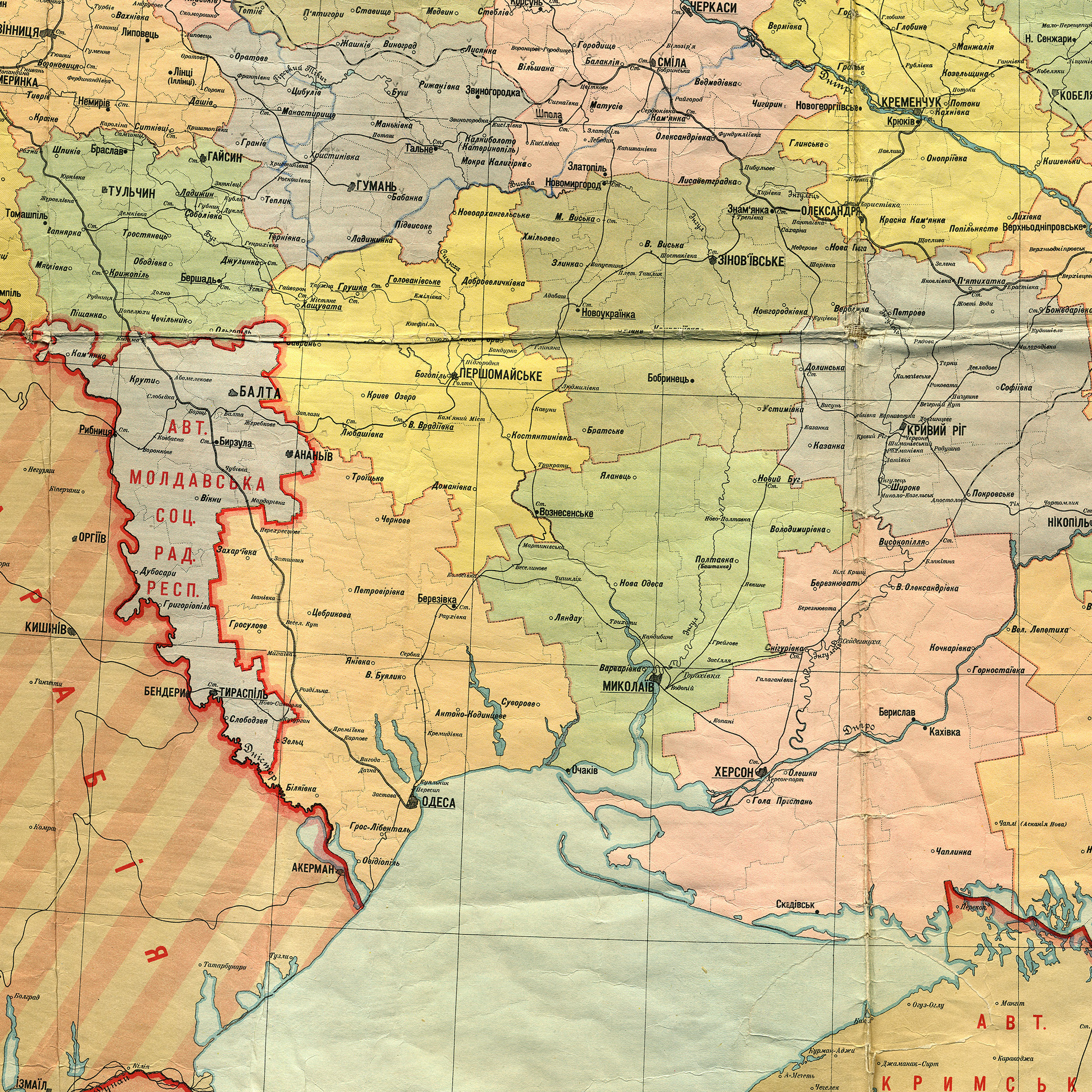
Территория бывшей Одесской губернии на карте Украинской ССР, административное деление от 1 марта 1927 года

## Губернаторы
- Окулов, Алексей Матвеевич 1802—1803